# کوکله (لهستان)
کوکله (به لهستانی:  Kukle) یک روستا در لهستان است که در گمینا گیبه واقع شده‌است.